# Yolanda Espinosa Parrilla
Yolanda Espinosa Parrilla (Barcelona) és una biòloga i genetista catalana.
La doctora Espinosa, investigadora de l'Institut de Biologia Evolutiva (IBE) de Barcelona i del Centro Asistencial Docente y de Investigación (CADI) de la Universitat de Magallanes (UMAG) de Punta Arenas, està especialitzada en l'estudi del paper dels microRNAs en l'evolució humana i les malalties. La seva tasca docent la desenvolupa com a professora associada del grau de Biologia Humana a la Universitat Pompeu Fabra (UPF) de Barcelona i de l'Escola de Medicina a la Universitat de Magallanes.
Espinosa ha participat en un estudi de la variació genètica a nivell de genoma per a la susceptibilitat i la gravetat del COVID-19 a la població xilena, investigació que, a finals de juny de 2020, el Ministeri xilè de Ciència, Tecnologia, Coneixement i innovació, va adjudicar a un equip plural d'investigadors per tal de dilucidar, des del punt de vista genètic, quins factors incideixen en el grau de severitat amb que un pacient afronta la malaltia i com de susceptible és enfront de la infecció.
Altres investigacions en les quals participa o lidera Espinosa inclouen el cultiu de línies cel·lulars de càncer, amb l'objecte d'estudiar quines vies moleculars es podrien veure alterades en alguns casos de càncer gàstric, els assajos d'amplificació quantitativa de DNA i RNA, que permetran el diagnòstic molecular de determinades infeccions, com la causada per Helicobacter pylori o la identificació de biomarcadors moleculars no invasius del càncer i també de l'envelliment.

## Premis i distincions
- Acreditació de Recerca. Agència per a la calidad de sistema universitari de Catalunya (AQU). Espanya, 2011.[4]
- Marie Curie Outgoing Fellowship. Comissió European Research Commission. Xile, 2009.[4]
- Marie Curie Individual Fellowship. European Research Council. França, 2000.[4]
- Premi a la millor publicació en el camp de la Hemostàsia. ROCHE diagnostics. Espanya, 2000.[4]